# Lumpenelita
Lumpenelita – pojęcie przeciwstawne w stosunku do tradycyjnie rozumianej, głównie politycznej, elity.
Anna Pawełczyńska była zwolenniczką wprowadzenia tego pojęcia do terminologii nauk społecznych. Ma ono dotyczyć grup umieszczonych drogą negatywnej selekcji na szczycie drabiny społecznej. Lumpenelity związane są według Pawełczyńskiej pewnymi zasadami, wśród których bardzo istotne są m.in.: odrzucanie wyższych wartości, norm społecznych, czy moralnych, akceptacja dla działań na granicy obowiązującego prawa lub wręcz poza prawem, czy zasady pecunia non olet. W sytuacji zagrożenia członkowie lumpenelity powszechnie łamią solidarność grupową. Lumpenelita, kieruje się w swoich dążeniach i czynach antywartościami, gardzi społeczeństwem i nie rozumie podstaw służby społecznej. W tym kontekście jest niebezpiecznym czynnikiem zagrażającym państwu i społeczeństwu.